# Operace Argument
Operace Argument nebo též Big Week byla společná operace United States Army Air Forces a bombardovacího velitelství britské Royal Air Force v průběhu druhé světové války. Kladla si za cíl strategickým bombardováním průmyslových center nacistického Německa zlomit morálku obyvatelstva a omezit schopnost průmyslu zásobovat Wehrmacht zbraněmi.

## Příprava
Již počátkem roku 1941 se v americkém Washingtonu sešli důstojníci britského a amerického generálního štábu, aby zde prodiskutovali, jak zlomit nepřátelský odpor. Výsledkem tohoto jednání byl dokument z 21. března 1941 nazvaný American British Conversations Nr. 1 nebo též zkráceně ABC 1. V dokumentu bylo mimo jiné stanoveno provádět trvalou leteckou ofenzivu proti německému vojenskému potenciálu.
Na základě této směrnice byl v srpnu téhož roku vypracován celkový plán letecké války zahrnující již stanovené cíle vhodné k bombardování a nutnost zlomení německé morálky. Strategické cíle byly upřesněny v druhém doplňujícím dokumentu, takzvaném AWDP-42. Jednat se mělo především o centra leteckého průmyslu, závody vyrábějící syntetický kaučuk, výrobny brusiv, kryty pro výstavbu ponorek a průmysl neželezných kovů. Cílem soustředěného bombardování bylo zničení nebo zásadní poškození továren, aby nedokázaly německé Luftwaffe dodávat či opravovat letadla. Likvidace dodavatelů Luftwaffe mělo snížit bojovou sílu nepřítele při chystané červnové invazi do Normandie.

## Nálety v roce 1943
První nálety na území Německa dle výše uvedených směrnic začaly až s počátkem roku 1943. Ztráty spojeneckých letounů a neúspěchy misí byly však pro Spojence natolik citelné, že na podzim roku 1943 byly letecké útoky dočasně zastaveny.

## Nálety v roce 1944
Letecké útoky byly obnoveny až v únoru roku 1944. V této době totiž padlo konečné rozhodnutí o uskutečnění operace Argument.:11-13 Jednalo se o sérii nejničivějších náletů na německý letecký průmysl, která ve Spojených státech amerických vešla ve známost jako takzvaný „Big Week“. Druhým úkolem této operace mělo být vylákání do boje stíhaček německé Luftwaffe, které by útočily proti spojeneckým bombardérům shazujícím bomby na německé továrny. Tyto stíhače by poté měly být zlikvidovány stíhači americkými.:306–309
Během šesti dnů počínaje 19. únorem bylo na německé území svrženo americkými i britskými letouny celkem 16 506 tun pum většinou v průběhu denních náletů Američanů. Ač se bojovalo nad celou západní Evropou skoro jeden týden, výsledek operace byl polovičatý. Ač byly německé stíhačky skutečně vyprovokovány k akci a mnoho jich bylo spojenci sestřeleno, primární část plánu, tedy maximální redukce německého průmyslu, se nepodařila.:312–319 Tento druh průmyslové výroby byl včas zamaskován a rozptýlen po celé Třetí říši.:312–319
Svazy německých stíhacích letounů a značně účinné protivzdušné obrany chránící průmyslové objekty na území Třetí říše a jí okupované Evropy si vybíraly v řadách spojeneckých pilotů nemalé oběti. Mnoho letců zahynulo v boji, ti, kteří sestřelení přežili, byli zajati a internováni do speciálních táborů, takzvaných „Stalagů“. Německo dokázalo velmi rychle doplňovat své materiální ztráty a nezanedbatelnou německou výhodou byl i fakt, že se vzdušné souboje odehrávaly převážně nad německým územím, sestřelení němečtí piloti tedy nepadali do zajetí.:13